# Камнев, Анатолий Петрович
Анатолий Петрович Камнев (27 ноября 1948, Москва или Шарковщина, Полоцкая область — 10 ноября 1992) — советский боксёр, чемпион и призёр чемпионатов СССР, серебряный призёр чемпионата Европы, мастер спорта СССР международного класса. Выступал за «Буревестник».

## Биография
Член сборной команды страны с 1970 года. Участник летних Олимпийских игр 1972 года в Мюнхене. В первом круге соревнований победил нокаутом во втором раунде боксёра из Бермуд Роя Джонсона. Во втором круге проиграл кубинскому боксёру Андресу Молине и выбыл из дальнейшей борьбы. В итоговом протоколе занял 9-е место.
Трижды представлял страну в боксёрских матчах СССР — США. В 1973 году в Лас-Вегасе он в первом раунде нокаутом выиграл свой поединок с Билли Миллером, а в неофициальном матче победил Ларри Бондса. В матче 1974 года в Москве Камнев победил американца Рэя Леонарда. В 1975 году в Лас-Вегасе Камнев уступил Рэю Леонарду, во втором неофициальном матче — Милтону Севорду, а в третьем — победил Джона Салливана.
В 1972 году снялся в фильме «Бой с тенью».

### Гибель
В поезде вступился за женщину, которую пытались ограбить, и получил смертельное ножевое ранение.

## Спортивные результаты
- Чемпионат СССР по боксу 1970 — ;
- Чемпионат СССР по боксу 1972 — ;
- Чемпионат СССР по боксу 1973 — ;
- Чемпионат СССР по боксу 1976 — .